# Танченко, Степан Дмитриевич
Степан Дмитриевич Танченко (1911, село Калиновка, теперь Витовского района Николаевской области — ?) — советский деятель, председатель колхоза имени Ленина Николаевской области, Герой Социалистического Труда (1958). Депутат Верховного Совета СССР 4-5-го созывов. Член Ревизионной Комиссии КПУ в 1956—1966 г.

## Биография
Родился в крестьянской семье. Трудовую деятельность начал колхозником в селе Калиновке на Николаевщине.
Участник Великой Отечественной войны с 1941 года. Был четыре раза ранен, воевал на Сталинградском фронте. С 1944 года служил старшиной хозяйственного взвода госпиталя легкораненых № 33 3-го Белорусского фронта.
Член ВКП(б) с 1942 года.
После демобилизации вернулся в родное село.
В середине 40-х — конце 60-х годов — председатель колхоза имени Ленина села Калиновки Жовтневого района Николаевской области.
Потом — на пенсии в селе Калиновке Жовтневого района Николаевской области.

## Звание
- старший сержант

## Награды
- Герой Социалистического Труда (26.02.1958)
- орден Ленина (26.02.1958)
- орден Красной Звезды (14.06.1945)
- медали